# Hydrodynamique des fours tournants
 (mai 2024).
L'hydrodynamique des fours tournants est l'application de l'hydrodynamisme aux écoulements générés à l'intérieur de fours rotatifs.
Le four tournant est un équipement utilisé dans de nombreuses industries, notamment pour la production de ciment, dans l’industrie nucléaire et agroalimentaire. Il fait partie de la grande famille des tambours rotatifs, cylindriques, principalement utilisés pour des mélanges et séchages mais aussi comme réacteurs. L’écoulement des particules conditionne les transferts de matière et de chaleur, permettant au procédé souhaité d'avoir lieu sur l'ensemble ou une part importante du contenu.

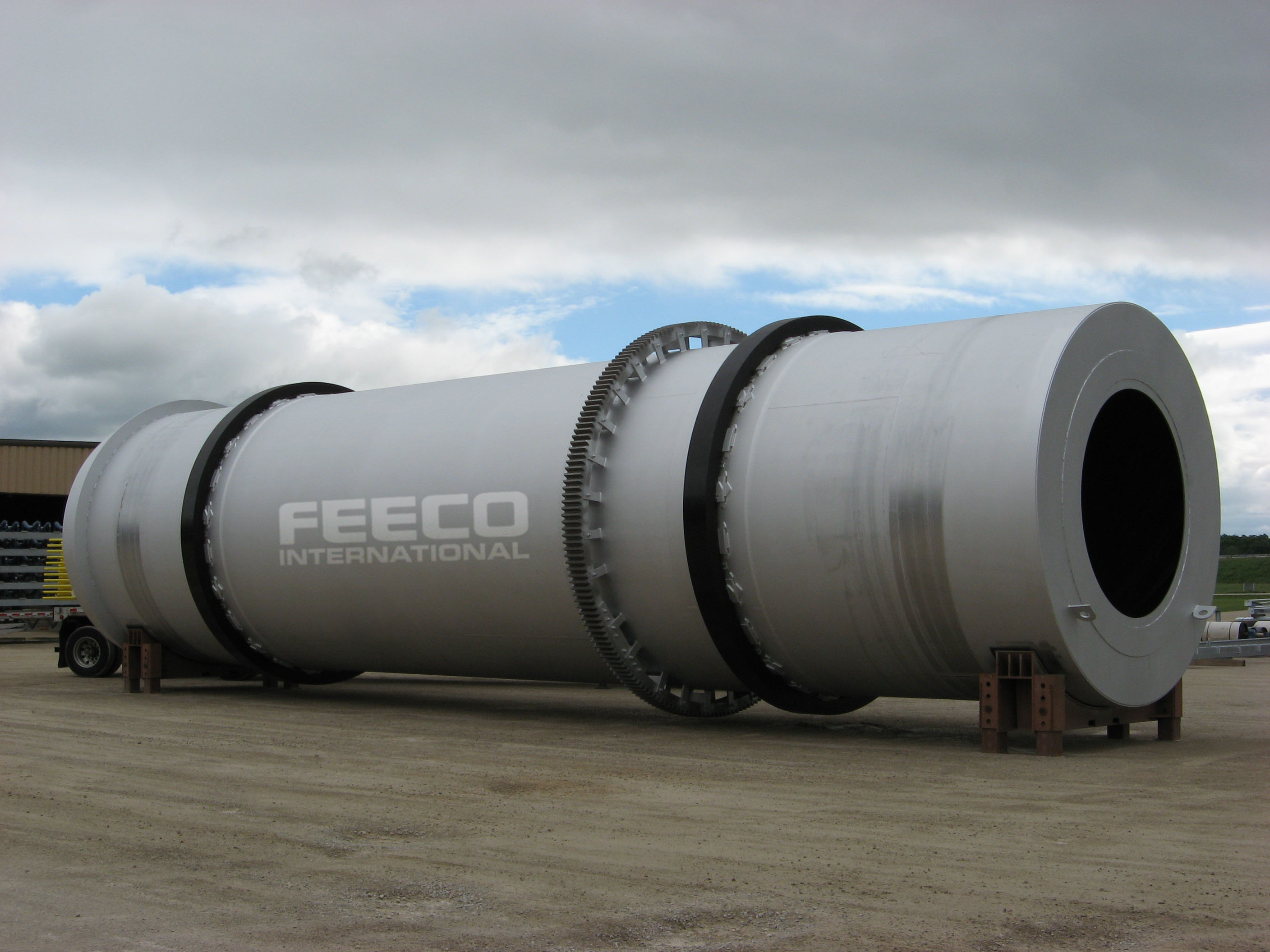
Cette image montre un four rotatif conçu et fabriqué par FEECO International : Green Bay, WI.

## Hydrodynamique transverse
L’étude de l'hydrodynamique dans les fours tournants fournit une meilleure compréhension des divers transferts s’y produisant selon plusieurs types d'écoulements de la charge granulaire sous l'effet de la rotation. L’écoulement va varier en fonction des principaux paramètres fonctionnels : vitesse de rotation, diamètre du cylindre, taux de remplissage, caractéristiques du fluide et frictions entre la paroi et les particules.
Il peut être caractérisé par des éléments comme : 
- L'angle de talus dynamique formé par les particules dans le fours
- L'épaisseur de la couche active dans le mélange
- Le temps de séjour.

## Caractéristiques du mode d'écoulement

### Angle de talus dynamique

Représentation des grains de maïs lors de leurs séchage dans un four tournant.
① Couche active, en déplacement relatif du fait de la gravité et de la pente.
② Couche intermédiaire (changement de type).
③ Couche inactive, sans déplacement relatif.

L'angle de talus dynamique est principalement utilisé pour évaluer la coulabilité d’un granulat dans des équipements cylindriques, tels que les fours ou tambours tournants. C'est l’angle d’inclinaison de la charge granulaire lors de la rotation du tambour aussi utilisé pour évaluer la coulabilité d’un granulat. Lors d’un écoulement en roulement, l’angle de talus dynamique est peu influencé par le taux de remplissage du tambour ou la vitesse de rotation. Cependant, il dépend des propriétés physiques du granulat, notamment la taille, la forme, la masse volumique et les caractéristiques dimensionnelles. Le ratio entre le diamètre du granulat et celui du tambour influence l'angle. Une augmentation de ce ratio entraîne une augmentation de l'angle de talus dynamique, comme l'ont montré des mesures effectuées sur des grains de maïs.
Aussi, en compte la distribution granulométrique, l’augmentation de la taille moyenne des particules entraîne une diminution de l’angle de talus. Une méthode pour mesurer cet angle dans un tambour consiste à enregistrer l’écoulement du granulat et à utiliser un logiciel pour déterminer l’angle. Lors de la rotation du tambour, deux zones peuvent être identifiées : la couche active et la couche passive.

### Couche active
La couche active est une fine couche se formant au-dessus de la charge granulaire lors du mélange dans le tambour. Elle joue un rôle majeur dans le mélange des particules dans le tambour et dans les échanges avec la phase gazeuse. L’épaisseur de cette couche va avoir tendance à augmenter avec l’augmentation de la vitesse de rotation et ainsi que le taux de remplissage dans le tambour contrairement à l’angle de talus dynamique.
Le nombre de particules dans la couche active va augmenter avec une accélération de la vitesse de rotation. Le même constat peut être fait avec une diminution de tailles des particules, qui permet d’avoir plus de particules présentes dans cette couche. Différentes voies sont possibles pour la détermination de son épaisseur. Entre autres, un modèle prédictif liant la vitesse des particules dans la couche et son épaisseur. Une autre voie expérimentale peut être utilisée par l’observation de vidéos du mouvement transversal de la charge granulaire dans le tambour en fonctionnement, ensuite une délimitation et mesure de cette couche avec un logiciel.
La couche active est un élément majeur responsable du mélange des particules dans le four, car l’on y observe les grains en mouvement contrairement à la couche passive. Concernant la couche passive, elle était considérée comme un bouchon dense se déplaçant à la même vitesse de rotation que la paroi.